# Bitwa pod Maleszowem
Bitwa pod Maleszowem – starcie zbrojne taborytów z kalikstynami, które miało miejsce 7 czerwca 1424 roku podczas wojen husyckich.
Jan Žižka wraz z taborytami (orebitami) wykonał pozorowany odwrót, ściągając armię kalikstynów (prażanie)  na dogodne dla orebitów pole bitwy. Žižka uformował swoje siły na wzniesieniu górującym nad drogą, którą maszerowali prażanie. W centrum swoich wojsk Žižka ustawił liczne wozy wypełnione kamieniami. Po obu stronach wozów z kamieniami ustawiono około 300 pozostałych wozów, ale nie w typowym szyku obronnym, lecz uformowane tak, by móc posuwać się naprzód. Na obu skrzydłach armii orebickiej stanęła jazda licząca łącznie 500 żołnierzy. Piechota (około 7000 żołnierzy) została ustawiona razem z wozami. Armia Pragi, przewyższająca liczebnie wojska orebitów, zaczęła szykować się do bitwy. Žižka poczekał, aż połowa praskiej armii ustawi się w szyku i ruszy naprzód. Gdy to się stało, kazał swej piechocie zepchnąć z góry na centrum idących prażan wozy z kamieniami, a działaniom tym towarzyszył ogień orebickich dział. Na zmieszaną dzięki temu armię praską ruszyła do szarży jazda orebitów, co doprowadziło do klęski prażan. Armia praska straciła 1200 ludzi oraz wszystkie wozy i działa, podczas gdy orebici tylko 200.
Według innej wersji wydarzeń jazda orebitów była ustawiona po obu stronach wozów z kamieniami, i po spuszczeniu tych wozów na prażan, ruszyła do szarży na zmieszane szyki nieprzyjaciela.
Zwycięstwo pod Maleszowem umocniło wiodącą pozycję Jana Žižki w ruchu husyckim.